# Isao Tomita
Isao Tomita (en japonés: 冨田 勲, Tomita Isao), (Tokio, 22 de abril de 1932 - 5 de mayo de 2016), también conocido como Tomita, fue un renombrado músico y compositor japonés que se caracterizaba por fusionar piezas de música clásica con sintetizadores y otros instrumentos electrónicos. Es también considerado uno de los pioneros de la música electrónica. Recibió cuatro premios Grammy por su disco de 1974 Snowflakes Are Dancing.

## Biografía
Tomita nació en Tokio y pasó su primera infancia con su padre en China. Tras volver a Japón, tomó clases privadas de orquestación y composición mientras estudiaba historia del arte en la Universidad de Keiō, Tokio. Se graduó en 1955 y se convirtió en compositor a tiempo completo para televisión, cine y teatro. Compuso la música para el equipo gimnástico olímpico japonés de los Juegos Olímpicos de 1956 en Australia.
A finales de los 1960s, volvió su atención hacia la música electrónica tras escuchar álbumes de Walter Carlos, ahora Wendy Carlos en los que  Carlos interpretaba música clásica con un sintetizador Moog. Isao compró un sintetizador Moog III y comenzó a montar su estudio doméstico. Empezó arreglando piezas de Claude Debussy para sintetizador y en 1974 publicó el álbum Snowflakes Are Dancing, convirtiéndose en un éxito mundial. Su versión del Arabesque n.º 1 se usó como el tema principal para las series de televisión de astronomía Jack Horkheimer's Star Gazer (titulada originalmente Star Hustler) emitida en la mayoría de los canales en abierto, así como también para la telenovela venezolana Valentina (1975) y, además, en España fue la música de cabecera del programa infantil de TVE Planeta imaginario (1983). También en 1974, Tomita compuso la música para la película japonesa Last Days of Planet Earth. Con frecuencia emplea la técnica Klangfarbenmelodie, usando voces sintetizadas.
Continuó publicando álbumes, de los cuales los más conocidos son sus interesantes arreglos de clásicos, como El pájaro de fuego de Ígor Stravinski, Cuadros de una exposición de Modest Músorgski, y Los planetas de Gustav Holst.
A finales de los noventa compuso una fantasía sinfónica híbrida para orquesta y sintetizador titulada The Tale of Genji, inspirada en la historia japonesa homónima. Fue interpretada en concierto por orquestas en Tokio, Los Ángeles y Londres. En 1999 se publicó en CD una grabación en directo del concierto, seguida de una versión de estudio en 2000.
Su partitura para sintetizador incluyendo solos acústicos "Tasogare Seibei" ("El Samurái del Crepúsculo") ganó el premio de la Academia Japonesa de 2003 por sus logros destacados en música.

## Discografía
- Jungle Taitei Symphonic Poem (1966)
- Switched on Rock (como Electric Samurai, 1972)
- Catastrophe 1999: Prophecies of Nostradamus (1974)
- Snowflakes Are Dancing (1974)
- Pictures at an Exhibition (1975) (En esta producción se desprende el tema Baba Yaga (Hut On Fowl's Legs); un fragmento de dicho tema se usó para el telenoticiero mexicano 24 Horas de la cadena Televisa, cuyo titular fue el fallecido periodista y abogado Jacobo Zabludovsky)
- Firebird Suite (1975)
- The Planets (1976)
- Sound Creature (1977)
- Kosmos (1978)
- Bermuda Triangle (1978)
- Greatest Hits (1979)
- Daphnis et Chloé - Bolero (1979)
- Greatest Hits Volume 2 (1981)
- Grand Canyon (1982)
- Dawn Chorus - Canon of the Three Stars (1984)
- Best of Tomita (1984)
- Space Walk (1984)
- Mind of the Universe - Live at Linz (1985)
- Back to the Earth - Live in New York (1988)
- Misty Kid of Wind (1989)
- Storm from the East (1992)
- Hansel und Gretel (VHS, LD) (1993)
- School (1993)
- First Emperor (musical supervisor) (1994)
- Shin Nihon Kikou (1994)
- Nasca Fantasy (1994)
- Bach Fantasy (1996)
- Jungle Emperor Leo (1997)
- Gakko I-III (1998)
- Tale of Genji (live) (1999)
- 21 seiki e no densetsushi Shigeo Nagashima (2000)
- Tale of Genji Symphonic Fantasy (studio) (2000)
- Sennen no Koi - Hikaru Genji Monogatari (2001)
- Tokyo Disney Sea Aquasphere Theme Music (2002)
- The Planets 2003 (2003)
- Tomita on NHK (compilation) (2003)
- Twilight Samaurai (2003)
- Kakushi ken oni no Tsume (2004)
- Black Jack: Futari no kuroi isha (2005)
- Bushi no Ichibun (2006)
- Kaabei (2008)